# Jane Morris
Jane Morris (nascuda Jane Burden, 19 d'octubre de 1839 – 26 de gener de 1914) va ser model d'artistes anglesos que va encarnar l'ideal prerafaelita de bellesa. Va ser model i musa de William Morris (1834 – 1896), el dissenyador tèxtil, poeta, novel·lista, traductor, i activista socialista anglès amb qui es va casar, i també de Dante Gabriel Rossetti.

## Vida

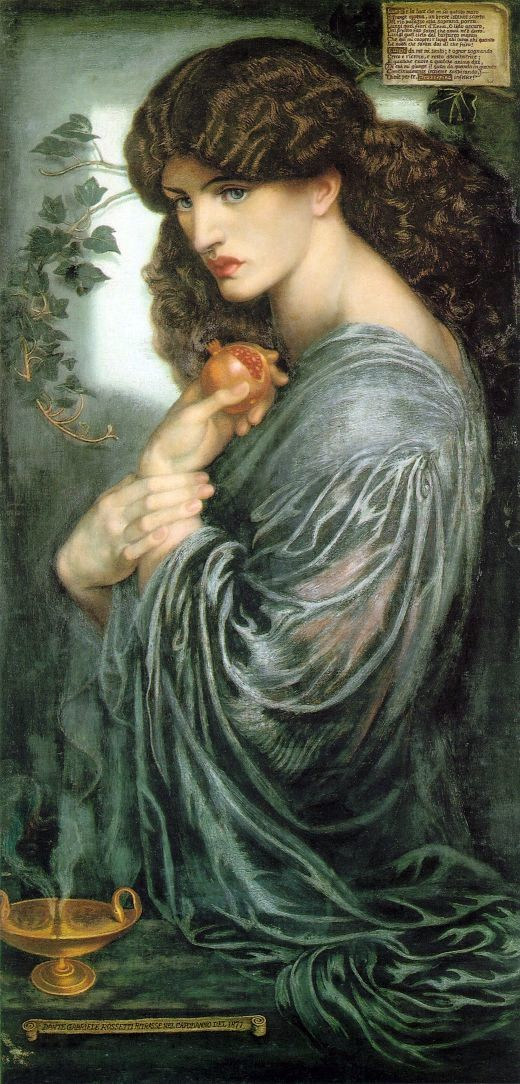
Jane Morris pintat per Dante Gabriel Rossetti com Persèfone (1874)

Jane Burden va néixer a Oxford, era filla de l'encarregat de cavallerisses, Robert Burden i Ann Maizey, que era una bugadera. En el moment del seu naixement, els seus pares vivien al passatge de Santa Elena, a la parròquia St Peter-in-the-East, Holywell Street, a Oxford, un lloc actualment indicat amb una placa. La seva mare Ann era analfabeta i probablement va arribar a Oxford com a empleada domèstica. Poc se sap de la infància de Jane Burden, però era pobre i depriment.
L'octubre de 1857, Burden i la seva germana Elizabeth, coneguda com a "Bessie", van assistir a una actuació de la Companyia de Teatre de Drury Lane, a Oxford. Jane Burden va ser observada per Dante Gabriel Rossetti i Edward Burne-Jones que eren membres d'un grup d'artistes que pintaven els murals de l'Oxford Union, basats en contes del rei Artús. Impressionats per la seva bellesa, li van demanar que fes de model per a ells. Va posar sobretot per Rossetti com a model per a lareina Ginebra i després per William Morris, que estava treballant en una pintura de cavallet, La Belle Iseult, actualment a la Tate Gallery. Com Rossetti, Morris també va utilitzar Jane per fer de model de la reina Ginebra. Durant aquest període, Morris es va enamorar d'ella i es va comprometre, encara que segons ella mateixa va explicar, no estava enamorada de Morris.
La seva educació era limitada i probablement estava destinat a entrar en el servei domèstic. Però després del seu compromís, va ser educada en privat per esdevenir l'esposa d'un ric cavaller. La seva aguda intel·ligència li va permetre recrear-se a si mateixa. Era un lectora voraç que va arribar a ser competent en francès i italià i es va convertir en una consumada pianista amb una sòlida formació en música clàssica. Els seus costums i la parla es va tornar refinat fins al punt que els contemporanis es referien a ella com a "règia". No tenia problemes per moure's en els cercles de la classe alta i va ser possiblement la model per a l'heroïna de la novel·la de 1884 Miss Brown de Vernon Lee sobre la qual es basa el personatge d'Eliza Doolittle en el Pigmalió de Bernard Shaw (1914). També es va convertir en una costurera qualificada, famosa pels seus brodats.

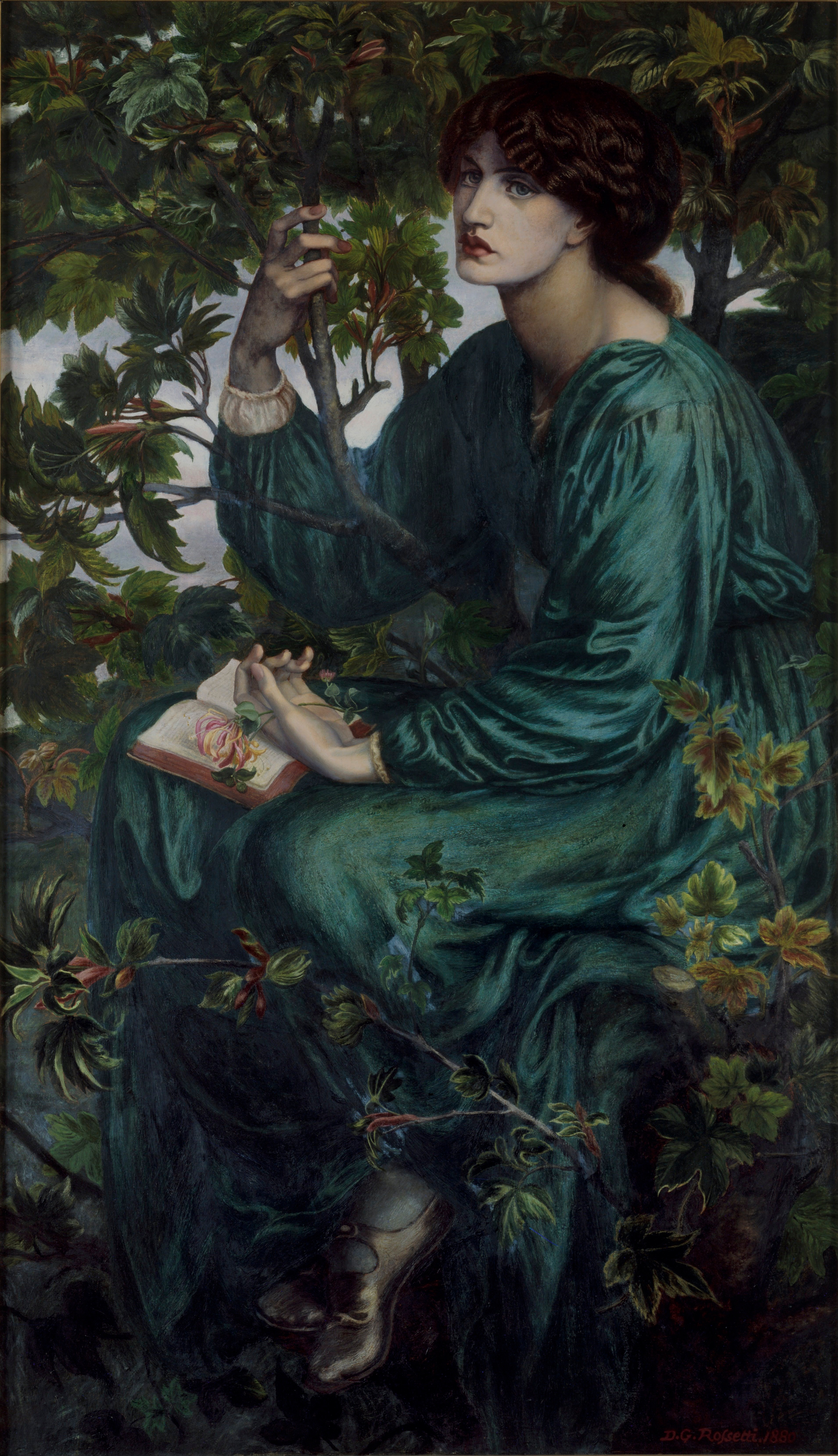
Dante Gabriel Rossetti - El Somni de Dia

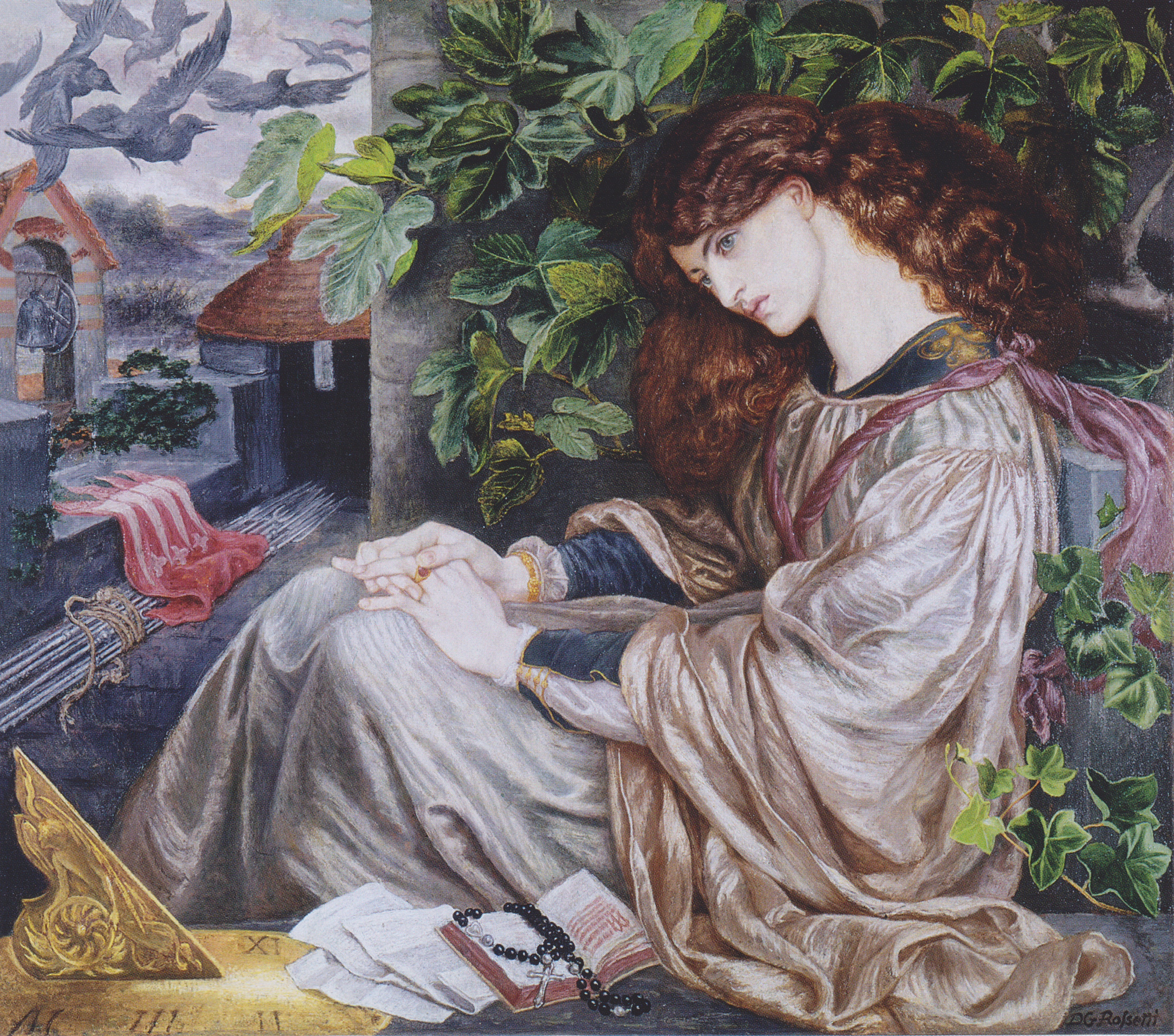
Dante Gabriel Rossetti: Pia de' Tolomei

Es va casar amb William Morris a St Michael at the North Gate, a Oxford, el 26 d'abril de 1859. Després de casar-se el matrimoni va anar a viure a la Red House a Bexleyheath, Kent. Mentre vivien allà, van tenir dues filles, Jane Alice "Jenny", (gener 1861) i Mary "May" (Març 1862 – 1938), qui més tard va editar les obres del seu pare. Es van traslladar a Queens Square de Londres i més tard varen comprar Kelmscott House a Hammersmith com la seva residència principal.
El 1871 Morris i Rossetti van treure una tinença conjunta sobre Kelmscott Manor a les fronteres Gloucestershire-Oxfordshire-Wiltshire. William Morris va anar a Islàndia deixant a la seva esposa i Rossetti per moblar la casa i passar l'estiu allà. Jane Morris havia estat estretament unida a Rossetti i va esdevenir la seva musa preferida. La seva relació té fama d'haver començat el 1865 i va durar, en diferents nivells, fins a la seva mort el 1882. Es va compartir una relació emocional profunda, i ella va inspirar Rossetti a escriure poesia i crear algunes de les seves millors obres. El descobriment de la dependència que ell tenia amb la droga, hidrat de cloral pres per l'insomni, amb el temps la va portar a distanciar-se'n, encara que es van mantenir en contacte fins que va morir en 1882.
El 1884, Jane Morris va conèixer el poeta i activista políticWilfrid Scawen Blunt en una festa organitzada a la casa de la seva amiga Rosalind Howard (més tard comtessa de Carlisle). Va aparèixer entre els dos una immediata atracció i, cap al1887 van esdevenir amants. La seva relació va continuar fins al 1894, i van continuar la seva amistat fins a la seva mort.
Jane Morris era un ardent seguidora de la Home Rule (Irlanda).
Uns quants mesos abans de la seva mort, va comprar Kelmscott Manor per assegurar el futur de les seves filles, tot i que no va retornar a la casa després d'haver-la adquirit. Jane Morris va morir el 26 de gener de 1914 mentre estava al 5 de Brock Street a Bath. Està enterrada al cementiri de l'església de saint George de Kelmscott.

## Pintures
Pintures de Jane Morris per Dante Gabriel Rossetti:
- El Vestit de Seda Blau, 1868.
- Persephone O Proserpine, 1874.
- Astarte Syriaca, 1875–79. Galeria d'Art de la ciutat, Manchester.
- Beatrice, un Retrat de Jane Morris, 1879. Oli damunt tela 13½ × 11 polzades.
- El Somni de Dia, 1880. Oli damunt tela. Victoria i Museu d'Albert, London.
- La Donna della Fiamma, 1877. Va pintar guixos. Galeria d'Art del Manchester.
- La Donna della Finestra, 1879. Oli damunt tela. Fogg Museu d'Art, Universitat Harvard, @Cambridge, EUA.
- La Donna Della Finestra, 1881 (inacabat).
- Jane Morris, c. 1860. Llapis.
- Jane Morris, 1865.
- Mariana, 1870. Aberdeen Galeria d'art.
- Pandora, 1869.
- Pandora, 1871.

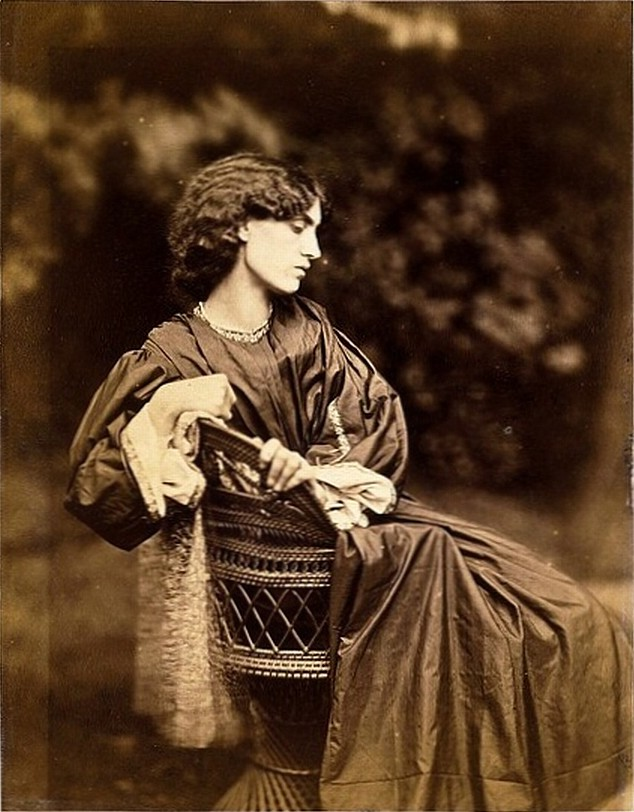
Jane Morris 1865

- La Pia de' Tolomei, 1866–1870. Oli damunt tela. Spencer Museu d'Art, Universitat de Kansas.
- Retrat de William Morris.
- Retrat de Jane Morris, 1858. Bolígraf.
- Proserpine, 1873–1877. Oli damunt tela. Tate Galeria, London.
- Somieig, 1868. Guix damunt paper. Ashmolean Museu, Oxford, Regne Unit.
- El Roseleaf, 1865. Llapis.
- Estudi de Guinevere per "Senyor Lancelot en la cambra de la Reina ", 1857.
- Aigua Willow, 1871. Museu d'Art del Delaware

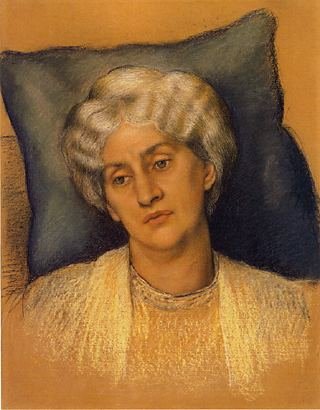
Jane Morris per Evelyn De Morgan el 1904